# Sammanslutningen Löndö
Sammanslutningen Löndö (franska: Association Löndö) är ett politiskt parti i Centralafrikanska republiken.
Vid de allmänna valen, våren 2005, erövrade partiet ett av de 105 platserna i nationalförsamlingen.